# 수원시의 지질

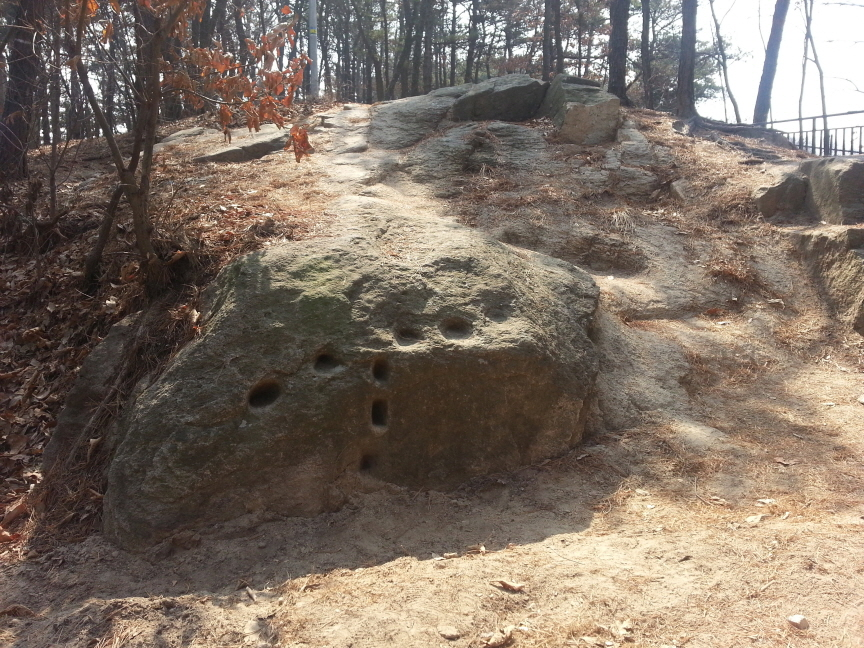
중생대 대보 화강암을 채굴하던 숙지산 화성 채석장

본 문서에서는 대한민국 경기도 수원시의 지질과 수원시의 화강암으로 만든 수원 화성에 대해 설명한다.

## 개요
수원시는 지체 구조상 한반도 경기 지괴 내에 위치해, 선캄브리아기의 변성암과 이를 관입한 각섬암 그리고 중생대의 대보 화강암으로 구성된다. 수원시 중심부는 화강암의 차별 침식으로 분지 지형을 형성하며 수원 화성은 수원시의 화강암으로 만들어진 성곽이다.
1:5만 지질도폭 상으로,
- 수원 지질도폭(1972) 서부[3]
- 남양 지질도폭(1972) 동부[4]

에 해당한다.

## 선캄브리아기편마암
흑운모 편마암(Precambrian Biotite Gneiss)은 수원시 북부의 백운산(566 m)~광교산(581 m), 장안구 파장동, 상광교동, 하광교동, 이의동, 하동 등 산악 지대에 분포한다. 흑운모 편마암은 유색 및 무색 광물이 교호하는 호상 편마암과 화강암질편마암, 괴상 흑운모 편마암 등으로 구성된다. 구성 광물은 석영, 장석, 흑운모, 각섬석, 백운모 등이며 일반적으로 암회색, 암녹색을 띤다. 중생대 흑운모 화강암에 의해 관입당했다.

### 규장 편마암
규장 편마암(Precambrian quartzo-feldspathic gneiss)은 수원시 북부 하광교동과 상광교동 일부 산악지대에 분포하는 암석이다. 편마암 중에서 규화(硅化) 작용을 가장 우세하게 받은 부분으로 주로 석영, 장석, 흑운모, 백운모 등으로 구성되고 회색, 흑회색, 회갈색, 백색 등을 띤다.

## 중생대대보 화강암

### 흑운모 화강암
흑운모 화강암(Jurassic Biotite Granite)은 팔달산을 중심으로 수원시 대부분 지역에 분포한다. 대보 화강암의 일부이며, 수원시 권선구 호매실동, 금곡동, 당수동, 세류동, 서둔동, 권선동 등지에 분포한다. 흑운모 화강암은 세립 내지 중립질로 주요 구성 광물은 석영, 사장석, 미사장석, 정장석, 흑운모, 각섬석 등이며 녹니석, 백운모, 견운모, 타이타늄철석, 자철석, 저어콘 등이 수반된다. 장석은 백색을 주로 하고 담녹색, 담홍색을 띠는 경우가 있다.

### 복운모 화강암
복운모 화강암은 수원시 권선구 당수동~칠보산(238 m) 일대에 분포하며 권선구 고색동 남측 고금산(98 m) 지역에서 흑운모 화강암에 관입당했다. 복운모 화강암은 중립 내지 조립질로 흑운모보다 백운모를 더 많이 함유한다.

### 수원 화성
《화성성역의궤》(華城城役儀軌)에 의하면, 화성 축성에 사용된 석재의 수량은 모두 201,403덩어리로 이 석재를 채취하기 위해 수원시 내 숙지산, 여기산, 팔달산, 권동 지역에 부석소(浮石所)가 설치되어 석재를 채석하였고 그 흔적이 현재도 남아 있다. 김봉혁(2008)의 조사 결과 팔달산에서 채석된 세립질 흑운모 화강암은 주로 산지의 성벽을 축성하는 데 사용되었으며, 숙지산과 여기산에서 채석된 중립질의 흑운모 화강암은 주로 평지 부분의 성벽과 능지 부분의 성벽 일부에 사용되었다.

### 숙지산 화성 채석장
숙지산 화성 채석장은 수원시 팔달구 화서동에 있는 화강암 채석장이다. 숙지산 여러 곳에 분포하고 있으며, 수원 화성을 축조하기 위한 화강암 성돌의 채석이 이루어졌던 유적으로 팔달산과 함께 중요한 성돌의 공급원이었던 곳이다. 이곳에서 숫돌같이 판판한 치도(治道)를 통하여 수레를 이용 화성 축성 장소까지 성돌을 운반하였다. 채석 당시의 쐐기 자국이 여러 곳에 남아있어 역사적으로 높은 가치를 지닌 유적이다.

## 각섬암
각섬암은 영통구 이의동~용인시 수지구 상현동 지역에서 흑운모 편마암을 암맥 내지 암주 형태로 관입한 암석이다. 주로 각섬석과 사장석으로 구성된다.

## 단층

### 원천 단층
원천 단층(援川, Woncheon Fault)은 수원시 영통구 이의동에서 신갈 단층과 분리되어 원천리천(遠川川)을 만들고 영통구 하동, 원천동, 매탄동까지 원천리천을 따라가다가 화성시 안녕동의 황구지천으로 원천리천, 수원천, 장다리천, 서호천이 합류해 아산호(牙山湖)를 거쳐 서해로 이어지는 북동 15~20° 주향의 수직 단층이다. 수원시에서 흑운모 편마암과 흑운모 화강암을 단층으로 접하게 한다. 지질도 상에 나와 있는 단층의 연장은 약 20 km 정도이다.

### 신갈 단층
신갈 단층은 영통구 영통동에서 1.5 km 정도 동쪽에 있는 신갈저수지를 지난다.

## 같이 보기
- 한국의 지질
- 수원 화성